# Eriocaulon epapillosum
Eriocaulon epapillosum är en gräsväxtart som beskrevs av Wilhelm Willy Otto Eugen Ruhland. Eriocaulon epapillosum ingår i släktet Eriocaulon och familjen Eriocaulaceae. Inga underarter finns listade i Catalogue of Life.